# Lars Holmqvist (konstnär)

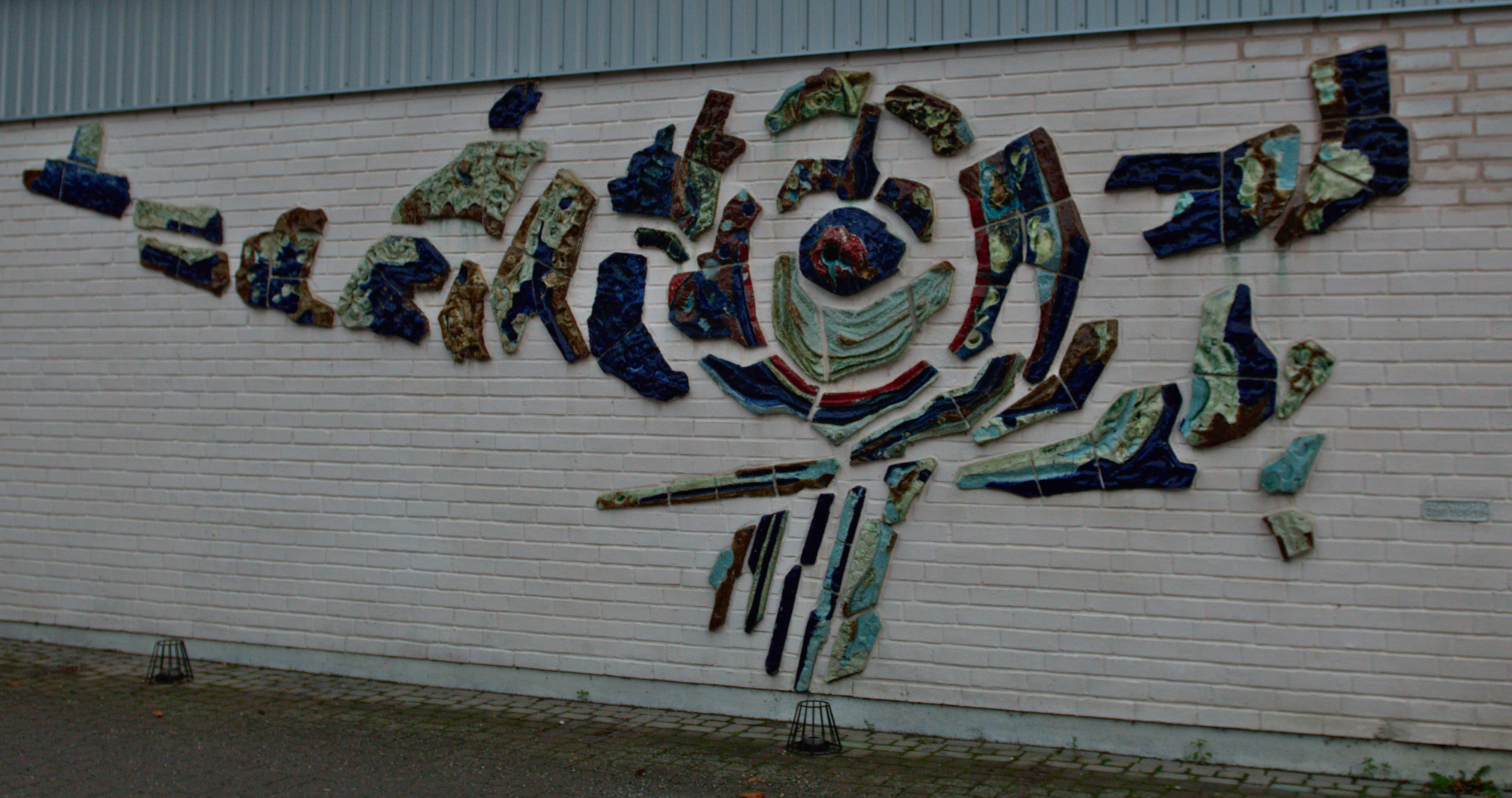
Verket Odens öga i Sundbyholm.

Lars Gunnar Holmqvist, född 29 december 1913 i Svalövs församling i Malmöhus län, död 13 oktober 1974 i S:t Matteus församling i Stockholm, var en svensk tecknare och grafiker.
Lars Holmqvist var son till köpmannen Lars Olof Holmqvist och Thyra Zetterholm. Holmqvist studerade för Tage Hansson vid Skånska målarskolan i Malmö 1936-1937 och bedrev därefter självstudier i Köpenhamn samtidigt som han arbetade vid några reklamateljéer. Han var anställd som tecknare vid Svenska Aeroplan AB i Linköping 1943-1947 och verkade därefter som konstnär på heltid. Han studerade  grafik för Marcel Manquin i Stockholm 1952. Separat debuterade han ut på De ungas salong i Stockholm 1948 och ställde därefter ut separat ett flertal gånger på olika platser i Sverige. Tillsammans med sin fru Lolo Holmquist ställde han ut i Linköping och Kristianstad, tillsammans med Åke W Andersson i Eskilstuna 1950 och tillsammans med Bengt Carlberg på SDS-hallen i Malmö 1952. Han medverkade i Nationalmuseums Unga tecknare 1945-1946, på Folkrörelsernas konstfrämjandes utställning Konst på papper samt i grupputställningar på bland annat Gummesons konsthall, Norrköpings konstmuseum och Ystads konstmuseum. Han medverkade i samlingsutställningar med Östgöta konstförening, Sveriges allmänna konstförening, Helsingborgs konstförening, Skånes konstförening och i konstnärssammanslutningen Spiralen på Charlottenborg. Bland hans offentliga arbeten märks dekorativa målningar för SAAB i Linköping och Norra skånska infanteriregementets mäss i Kristianstad och för Skallbergsskolan och Västergården i Västerås utförde han mosaiker samt för Idrottshallen i Kristianstad en keramikvägg. Hans konst består av figurkompositioner, båtar och landskap som också kunde vara abstrakta. Holmqvist finns representerad vid Moderna museet i Stockholm samt Kristianstad konstmuseum, Linköpings konstmuseum, Norrköpings konstmuseum, Eskilstuna konstmuseum, och Västerås konstmuseum.
Holmqvist var 1944–1957 gift med konstnären Lolo Holmquist (1920–2004) och från 1959 med Addi Holmqvist (född 1933).